# Joop Wijn
Joannes Gerardus (Joop) Wijn (ur. 20 maja 1969 w Haarlemie) – holenderski polityk, ekonomista i bankowiec, parlamentarzysta, działacz Apelu Chrześcijańsko-Demokratycznego (CDA), w latach 2006–2007 minister gospodarki.

## Życiorys
Ukończył studia ekonomiczne (1991) i prawnicze (1994) na Uniwersytecie Amsterdamskim. Pracował w banku ABN AMRO. W 1986 został członkiem Apelu Chrześcijańsko-Demokratycznego, pełnił różne funkcje w organizacji młodzieżowej tej partii CDJA. W 1998 po raz pierwszy wybrany na posła do Tweede Kamer, z powodzeniem ubiegał się o reelekcję w wyborach do niższej izby Stanów Generalnych w 2002, 2003 i 2006.
Członek pierwszych trzech rządów Jana Petera Balkenende. Od lipca 2002 do maja 2003 pełnił funkcję sekretarza stanu ds. gospodarczych, odpowiadając m.in. za handel zagraniczny, eksport sprawy konsumentów i turystykę. Następnie do lipca 2006 był sekretarzem stanu ds. finansów, zajmując się w szczególności budżetem i finansami samorządów lokalnych. Powołany następnie ma ministra gospodarki, urząd ten sprawował do lutego 2007.
Zrezygnował następnie z mandatu poselskiego i aktywności politycznej, powracając do pracy w bankowości. Od 2007 był dyrektorem w Rabobanku, a w 2010 dołączył do zarządu banku ABN AMRO.
Oficer Orderu Oranje-Nassau (2007).